# Отрадный (Костромская область)
Отрадный — поселок в Октябрьском районе Костромской области России. Входит в состав Покровского сельского поселения.

## История
В 1966 г. указом президиума ВС РСФСР поселок сушильного завода переименован в Отрадный.

## Население
| 2008 | 2010 | 2014 |
| ---- | ---- | ---- |
| 80   | ↘62  | ↗64  |